# 平川眞規子
平川 眞規子（ひらかわ まきこ）は、神奈川県出身の言語学者。
神奈川県立湘南高等学校、神奈川県立外語短期大学を経て、1983年津田塾大学学芸学部卒業、1989年カナダ・マギル大学大学院修士課程修了（M.A. 言語学）、2000年同大学院博士課程修了（Ph.D. 言語学）。茗渓学園中学校・高等学校英語科教諭、東京国際大学国際関係学部講師・助教授・教授、文教大学文学部教授を経て、2016年より中央大学文学部教授。。2009年から2015年まで日本第二言語習得学会の会長を務めた。

## 略歴
2016年4月  中央大学文学部教授  
2008年4月  文教大学文学部英米語英米文学科 教授  
2005年4月  東京国際大学国際関係学部 教授  
2000年9月  University of Oxford, St. Antony's College, Nissan Institute of Japanese Studies 客員研究員  
1998年4月  東京国際大学国際関係学部 助教授  
1995年4月　東京国際大学国際関係学部 専任講師  
1983年4月  茗渓学園中学校高等学校英語科 専任教諭

## 著作物
著書として『Unaccusativity in Second Language Japanese and English』（単著、ひつじ書房、２００３）、『ことばのおもしろ事典』（共著、中島平三編集、朝倉書店、2016）、ほか。
またLanguage Teaching Research, Applied Psycholinguistics, Second Language Research, Studies in Second Language Acquisition等の国際誌への掲載論文多数。